# Christendemocratische Organisatie van Amerika
De Christendemocratische Organisatie van Amerika (Spaans: Organización Demócrata Cristiana de América, ODCA) is een organisatie die bestaat uit christendemocratische partijen of partijen die deels het christendemocratische gedachtegoed aanhangen in Zuid-Amerika.

## Stichtingsgeschiedenis
De ODCA werd op 23 april 1947 opgericht tijdens een bijeenkomst van vertegenwoordigers van verschillende Zuid-Amerikaanse christendemocratische partijen in Montevideo, Uruguay. De oprichters bepleitten een derde weg tussen het kapitalisme enerzijds en het staatssocialisme anderzijds. Ook zocht men een middenweg tussen het individualisme en het collectivisme. In een verklaring (Verklaring van Montevideo) tijdens de oprichtingsvergadering verwierp men totalitaire ideologieën, in het bijzonder het  "neofascisme" (zoals zich dat manifesteerde in het peronisme in Argentinië) en het "communisme". Hoewel de oprichters zich beriepen op Europese christendemocratische leiders als Alcide De Gasperi (Italië), Konrad Adenauer (Bondsrepubliek Duitsland) en Robert Schuman (Frankrijk), bekeken zij de ontwikkelingen aldaar toch kritisch. Sterker nog dan de Europese christendemocratie lieten de oprichters zich leidden door het denken van de Franse filosoof Jacques Maritain, een van de grondleggers van het moderne christelijk humanisme.
Sinds 1961 is de ODCA lid van de Christendemocratische Internationale (thans Centrumdemocratische Internationale genoemd).

## Aangesloten partijen
- Argentinië - Christendemocratische Partij
- Argentinië - Partido Justicialista
- Aruba - Arubaanse Volkspartij
- Bolivia - Christendemocratische Partij
- Brazilië - Democraten
- Chili - Christendemocratische Partij van Chili
- Colombia - Colombiaanse Conservatieve Partij
- Costa Rica - Sociaal-Christelijke Eenheidspartij
- Cuba - Cubaane Democratisch Directoraat
- Cuba - Christendemocratische Partij van Cuba
- Cuba - Christelijke Bevrijdingsbeweging
- Cuba - Cubaans Democratisch Project
- Curaçao - Nationale Volkspartij
- Dominicaanse Republiek - Sociaal-Christelijke Hervormingspartij
- Ecuador - Christendemocratische Unie
- El Salvador - Christendemocratische Partij
- Haïti - Rassemblement des Démocrates Nationaux Progressistes
- Honduras - Christendemocratische Partij van Honduras
- Honduras - Nationale Partij van Honduras
- Mexico - National Actiepartij
- Panama - Volkspartij
- Panama - Christendemocratische Partij
- Peru - Christelijke Volkspartij
- Trinidad en Tobago - Verenigd Nationaal Congres
- Uruguay - Christendemocratische Partij van Uruguay
- Venezuela - COPEI

## Waarnemers
- Brazilië - Braziliaanse Sociaal-Democratische Partij
- Guyana - Guatemalese Christendemocratie
- Panama - Partij van het Geliefde Vaderland
- Peru - Christendemocratische Partij
- Uruguay - Burgerunie
- Uruguay - Nationale Partij
- Venezuela - Nationale Convergentie
- Verenigde Staten - De Democratische Partij werkt samen met de ODCA, maar is geen lid of waarnemer.